# Білий Максим Іванович
Бі́лий Макси́м І́ванович (нар. 27 квітня 1989, Новомосковськ, Дніпропетровська область — пом. 14 вересня 2013) — український футболіст, півзахисник. Відомий виступами за команди ФК «Харків», «Металург» (Запоріжжя) та «Зоря». Протягом 2005–2011 років викликався до лав юніорських та молодіжних збірних України. У складі молодіжної збірної України брав участь у Чемпіонаті Європи з футболу серед молоді 2011 року.

## Клубна кар'єра

### Ранні роки
Розпочав грати у футбол у дворі. Одного разу друг покликав Максима піти з ним на тренування з футболу, де тренер сказав Білому, що він може приходити на заняття. Потім Максим грав у дитячо-юнацькій школі номер один у рідному місті Новомосковську, де молодий футболіст тренувався близько 6 років.
Коли Білому було близько 11 років, його помітили тренери з команди «Дніпро Олімп». Там він пограв два роки, після чого Максима запросили спробувати свої сили в школу донецького «Шахтаря». Там футболіст пробув рік, але покинув академію, оскільки мало грав. Повернувшись назад, Білий закінчив школу в рідному місті в 16 років.

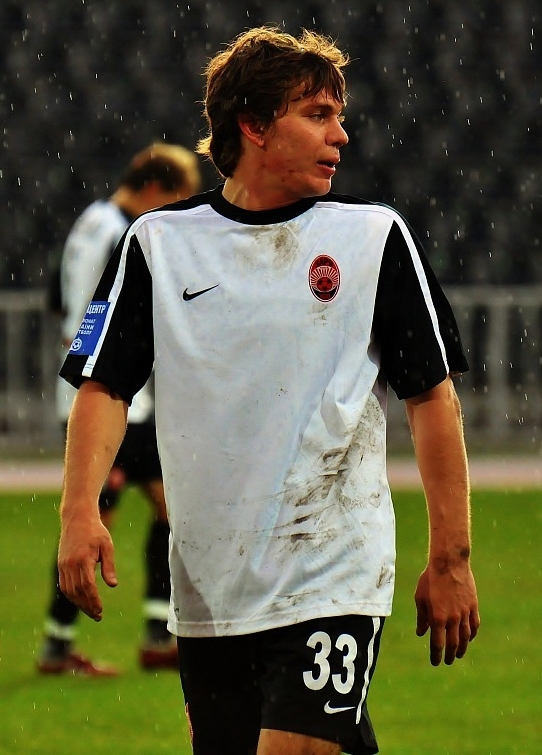
Максим Білий під час виступів за «Зорю». 8 квітня 2011 року

Виступав у ДЮФЛ України у складі дніпропетровського дитячо-юнацького футбольного клубу ІСТА, де був одним з найкращих бомбардирів, відзначившись протягом 2003–2006 років 54 забитими голами у 69 матчах.
Після випуску Білий поїхав у харківський «Металіст», пробув там два місяці на перегляді, але контракт так і не підписав. Після цього прийшла пропозиція поїхати спробувати свої сили в Латвію, де молодий футболіст теж був на перегляді. Саме там Білому прийшла повноцінна пропозиція від «Харкова», куди Максим приїхав та підписав свій перший професійний контракт.

### «Харків»
18 липня 2007 року у віці 18 років дебютував у Вищій лізі в матчі проти «Чорноморця» в Одесі. Максим вийшов у стартовому складі і на 66 хвилині був замінений на Володимира Самборського. «Городяни» виграли той матч з рахунком 1:0.
3 листопада 2007 року у домашньому матчі проти київського «Арсенала» Білий вийшов на заміну на 58-й хвилині за рахунку 0:0 і у залишений час забив два м'ячі, зробивши перший у кар'єрі дубль, причому другий гол потрапив тоді в 20-ку найкращих голів чемпіонату. В підсумку, в тому сезоні команда змогла зберегти прописку в еліті, зайнявшии 14 місце.
У наступному сезоні 2008/09 команда виступала дуже невдало, здобувши за весь сезон лише дві перемоги і зайняла останнє місце, вилетівши в Першу лігу. Всього Білий відіграв за клуб два сезони, маючи постійне місце в основному складі команди.

### «Металург»
Білий не хотів грати лігою нижче і сказав керівництву, що хоче залишитися у Прем'єр-лізі та грати в якомусь іншому клубі. Футболісту пішли назустріч, сказавши, що якщо він знайде новий клуб, то зможе залишитися в ньому. Білому надійшла пропозиція від запорізького «Металурга», куди Максим і перейшов влітку 2009 року.
Проте, закріпитись в складі запорізького клубу Максим не зумів, виступаючи здебільшого за молодіжну команду, за яку до кінця року провів 14 матчів і забив 6 голів. За основну ж команду Білий провів лише по одному матчу в Кубку і Чемпіонаті України, причому в обох матчах виходив на заміну вже по ходу другого тайму.

### «Зоря»
На початку 2010 року підписав трирічний контракт з луганською «Зорею», в якій став одним з ключових гравців півзахисту команди.
Востаннє півзахисник «Зорі» вийшов на поле 11 грудня 2011 року. Тоді луганчани поступилися в Донецьку місцевому «Металургу» з рахунком 0:3.
Після смерті Максима Білого «Зоря» вирішила назавжди закріпити за ним номер 33, під яким він грав.

## Виступи за збірні

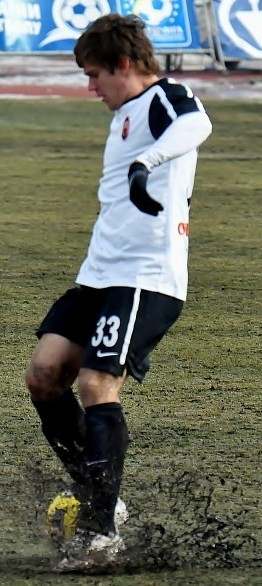
Максим Білий під час виступів за «Зорю». 5 березня 2011 року

Ще виступаючи за дитячо-юнацький клуб ІСТА привернув увагу тренерів збірної України з юнаків віком до 16 років, провів 2005 року у складі цієї збірної дві гри, відзначився одним забитим голом.
Протягом 2006–2008 років залучався до ігор юнацьких збірних України.
Вже 2007 року отримав виклик до табору молодіжної збірної України, втім дебют в офіційних матчах «молодіжки» відбувся лише 10 лютого 2009 року у грі проти турецьких однолітків. Загалом не дуже регулярно потрапляв до складу молодіжної збірної, однак навесні 2011 року був включений до остаточної заявки української команди для участі у молодіжному чемпіонаті Європи 2011 року. В рамках цього турніру взяв участь в усіх трьох матчах команди, став автором єдиного голу українців на чемпіонаті, який забив, вийшовши на заміну наприкінці гри проти збірної Чехії.
| 01 | 29 липня 2005 |  |  | Польща | 2-0 |  | Гол |  |  |
| 02 | 31 липня 2005 |  |  | Польща | 2-2 |  |     |  |  |

| 01 | 31 жовтня 2006    |  |  | Італія     | 0-0 |  |     |  |  |
| 02 | 2 листопада 2006  |  |  | Італія     | 3-2 |  |     |  |  |
| 03 | 28 листопада 2006 |  |  | Португалія | 2-0 |  |     |  |  |
| 04 | 30 листопада 2006 |  |  | Португалія | 1-2 |  |     |  |  |
| 05 | 6 січня 2007      |  |  | Фінляндія  | 8-1 |  |     |  |  |
| 06 | 8 січня 2007      |  |  | Білорусь   | 0-0 |  |     |  |  |
| 07 | 10 січня 2007     |  |  | Туреччина  | 1-2 |  |     |  |  |
| 08 | 12 січня 2007     |  |  | Латвія     | 5-0 |  | Гол |  |  |
| 09 | 14 січня 2007     |  |  | Бельгія    | 4-1 |  |     |  |  |

| 01 | 12 лютого 2008 |  |  | Іспанія   | 0-1 |  |     |  |  |
| 02 | 13 лютого 2008 |  |  | Франція   | 1-0 |  |     |  |  |
| 03 | 16 квітня 2008 |  |  | Італія    | 1-0 |  |     |  |  |
| 04 | 1 травня 2008  |  |  | Польща    | 3-0 |  |     |  |  |
| 05 | 22 травня 2008 |  |  | Іспанія   | 1-3 |  |     |  |  |
| 06 | 24 травня 2008 |  |  | Вірменія  | 1-0 |  | Гол |  |  |
| 07 | 27 травня 2008 |  |  | Туреччина | 3-0 |  | Гол |  |  |

| 01 | 10 лютого 2009    |  |  | Туреччина | 2-2 |  |     |    |  |
| 02 | 27 березня 2009   |  |  | Сербія    | 0-0 |  |     |    |  |
| 03 | 9 червня 2009     |  |  | Мальта    | 1-0 |  |     |    |  |
| 04 | 13 листопада 2009 |  |  | Бельгія   | 2-0 |  |     |    |  |
| 05 | 9 лютого 2011     |  |  | Швейцарія | 1-1 |  |     |    |  |
| 06 | 24 березня 2011   |  |  | Ісландія  | 3-2 |  | Гол |    |  |
| 07 | 28 березня 2011   |  |  | Данія     | 2-2 |  | Гол | ЖК |  |
| 08 | 12 червня 2011    |  |  | Чехія     | 1-2 |  | Гол |    |  |
| 09 | 15 червня 2011    |  |  | Англія    | 0-0 |  |     | ЖК |  |
| 10 | 19 червня 2011    |  |  | Іспанія   | 0-3 |  |     |    |  |

## Хвороба і смерть
Навесні 2012 року стало відомо про серйозні проблеми зі здоров'ям у півзахисника. Максим Білий отримав травму ще в осінній частині чемпіонату: ведучи повітряну боротьбу, він травмував голову. Незабаром футболіст став скаржитися на постійний головний біль. За чутками у футболіста утворилась пухлина головного мозку, проте керівники «Зорі» відмовлялися говорити про хворобу Білого, підтвердивши лише, що півзахисник лікується в Ізраїлі, а також спостерігається у клубних фахівців.
Після цього у травні Максим поїхав на лікування до німецької клініки, з якої був виписаний 4 вересня. Після цього футболіст розпочав самостійно займатись на велотренажері, а через місяць приступив до легких пробіжок.
4 грудня Білий повернувся до німецької клініки для контрольного обстеження. За динамікою і за відгуками лікарів у грудні він міг приєднатися до команди, але не вийшло - у Максима знову відбулося загострення хвороби.
У квітні 2013 року головний тренер «Зорі» Юрій Вернидуб відмовлявся коментувати ситуацію щодо стану здоров'я футболіста клубу Максима Івановича Білого: «Нічого не буду коментувати. Хлопцеві головне стати на ноги і далі продовжувати жити. Ми всі його підтримуємо.».
14 вересня 2013 стало відомо про смерть півзахисника «Зорі» Максима Івановича Білого, про що повідомила прес-служба клубу.
28 вересня 2013 року луганська «Зоря» в сотий раз перемогла в чемпіонатах України і присвятила цю перемогу пам'яті Максима Білого.